# Wilaru
Ngỗng Wilaru (Danh pháp khoa học: Wilaru telfordi) là một loài chim tiền sử đã tuyệt chủng có vị trí phát sinh loài không rõ ràng từ thế Oligoxen muộn đến Miocen sớm của nước Úc. Nó ban đầu được phân loại như một loài trong họ Burhinidae nhưng sau đó nó được cho là một thành viên của họ chim tuyệt chủng Presbyornithidae đã thay vào đó. Đây là một trong hai loại phôi được biết đến lâu đời nhất hoặc là loài tiền thân trẻ nhất được biết đến. Chúng được xếp vào bộ Ngỗng.
Các loại loài này là Wilaru telfordi là loài duy nhất trong chi này, chi cũng bao gồm loài thứ hai Wilaru prideauxi. Các loại loài này được mô tả từ vật liệu hóa thạch được thu thập từ hồ Pinpa, hồ Palankarinna và lạch Billeroo, trong lưu vực hồ Eyre của đông bắc Nam Úc. Tên chi Wilaru là từ “họ chim Burhinidae” trong ngôn ngữ Diyari của vùng hồ Eyre. Biểu tượng cụ thể của loại loài này đã vinh danh nhà cổ sinh vật học người Mỹ Richard H. Telford (1929–2011) của Bảo tàng Lịch sử Tự nhiên Hoa Kỳ, người đã dẫn đầu đoàn thám hiểm năm 1971 tới Hồ Pinpa trong đó phần lớn tài liệu mô tả được thu thập.

## Đặc điểm
So với những con chim tiền sử là tiền nhiệm khác, chim Willaru dường như chuyên về lối sống trên mặt đất hơn, dựa trên hình thái gót chân tarsometatarsal của nó. Đặc biệt, loài W. prideauxi dường như chuyên về mặt đất hơn là loài W. elfordi trước đó, lớn hơn và mạnh mẽ hơn, cho thấy một sự suy đoán rõ ràng về lối sống này và do đó là một chuỗi loài trực tiếp. Giống như nhiều loài chim nước hiện đại, các loài Willaru đã nhổ lông và nhô lên trên.
Giống như con chim hét (họ An him) hiện đại liên quan chặt chẽ, những loài này gần như chắc chắn được sử dụng để chiến đấu, chỉ ra những thói quen lãnh thổ có lẽ, trái ngược với bản chất thô tục hơn của những loài tiền nhiệm trước đó. Willaru cùng tồn tại với một số loài thuộc họ Vịt và họ Ngỗng chỉ ra rằng có rất ít sự cạnh tranh sinh thái. Có thể là một sự suy đoán về mặt địa chất có thể đã bỏ qua nó từ sự cạnh tranh với các loài chim nước có nguồn gốc, cho phép nó sống lâu hơn các loài tiền nhiệm khác.